# Alexei Popyrin
Alexei Popyrin (Sídney, 5 de agosto de 1999) es un tenista profesional australiano.

## Carrera profesional
Su mejor ranking individual es el N.º 30 alcanzado el 12 de agosto de 2024, mientras que en dobles logró la posición 252 el (6 de mayo de 2019). Tiene tres títulos ATP junto con títulos en Futures y Challenger en individuales. 

## ATP World Tour Masters 1000

### Títulos (1)
| Año  | Torneo   | Superficie | Outdoor/Indoor | Oponente en la final | Resultado |
| 2024 | Montreal | Dura       | Outdoor        | Andrey Rublev        | 6-2, 6-4  |

## Títulos ATP (4; 3+1)

### Individual (3)
| Leyenda                   |
| Grand Slam (0)            |
| ATP World Tour Finals (0) |
| ATP Masters 1000 (1)      |
| ATP World Tour 500 (0)    |
| ATP World Tour 250 (2)    |

| N.º | Fecha                 | Torneo   | Superficie    | Oponente en la final | Resultado        |
| --- | --------------------- | -------- | ------------- | -------------------- | ---------------- |
| 1.  | 28 de febrero de 2021 | Singapur | Dura (i)      | Aleksandr Búblik     | 4-6, 6-0, 6-2    |
| 2.  | 30 de julio de 2023   | Umag     | Tierra batida | Stanislas Wawrinka   | 6-7(5), 6-3, 6-4 |
| 3.  | 12 de agosto de 2024  | Montreal | Dura          | Andrey Rublev        | 6-2, 6-4         |

### Dobles (1)
| Leyenda                         |
| Grand Slam (0)                  |
| ATP World Tour Finals (0)       |
| ATP World Tour Masters 1000 (0) |
| ATP World Tour 500 (1)          |
| ATP World Tour 250 (0)          |

| N.º | Fecha              | Torneo | Superficie | Pareja       | Oponentes en la final         | Resultado            |
| --- | ------------------ | ------ | ---------- | ------------ | ----------------------------- | -------------------- |
| 1.  | 1 de marzo de 2025 | Dubái  | Dura       | Yuki Bhambri | Harri Heliövaara Henry Patten | 3-6, 7-6(12), [10-8] |

## Clasificación histórica

### Grand Slam
| Australian Open             | 1R  | 3R  | 2-2 | 0 |
| Roland Garros               | -   | 2R  | 1-1 | 0 |
| Wimbledon                   | -   | 2R  | 1-1 | 0 |
| US Open                     | -   | 3R  | 2-0 | 0 |
| Total G-P                   | 0-1 | 6-3 | 6-4 | 0 |
| ATP World Tour Finals       | -   | -   | 0-0 | 0 |
| Total G-P                   | 0-0 | 0-0 | 0-0 | 0 |
| Juegos Olímpicos            | ND  | ND  | 0-0 | 0 |
| Total G-P                   |     |     | 0-0 | 0 |
| ATP World Tour Masters 1000 |     |     |     |   |
| Indian Wells                | -   | 2R  | 1-1 | 0 |
| Miami                       | -   | Q1  | 0-0 | 0 |
| Montecarlo                  | -   | 1R  | 0-1 | 0 |
| Madrid                      | -   | -   | 0-0 | 0 |
| Roma                        | -   | -   | 0-0 | 0 |
| Canadá                      | -   | -   | 0-0 | 0 |
| Cincinnati                  | -   | CF  | 2-1 | 0 |
| Shanghái                    | -   |     | 0-0 | 0 |
| París                       | -   |     | 0-0 | 0 |
| Total G-P                   | 0-0 | 1-2 | 1-2 | 0 |
| ATP World Tour 500          |     |     |     |   |
| Acapulco                    | -   | 1R  | 0-1 | 0 |
| Washington                  | -   | 1R  | 0-1 | 0 |
| Basilea                     | 2R  |     | 1-1 | 0 |
| Total G-P                   | 1-1 | 0-2 | 1-3 | 0 |

## Challengers y Futures

### Individuales
| Leyenda (Singles) |
| ----------------- |
| Challengers (2)   |
| Futures (1)       |

### Ganados (2)
| N.º | Fecha                | Torneo                | Superficie    | Oponentes en la final | Resultado     |
| --- | -------------------- | --------------------- | ------------- | --------------------- | ------------- |
| 1.  | 9 de julio de 2017   | Polonia F4            | Tierra batida | Laurynas Grigelis     | 6-3, 3-6, 6-3 |
| 2.  | 12 de agosto de 2018 | Challenger de Jinan   | Dura          | James Ward            | 3-6, 6-1, 7-5 |
| 3.  | 15 de mayo de 2022   | Challenger de Burdeos | Tierra batida | Quentin Halys         | 2-6, 7-6, 7-6 |